# Moropsyche suteminn
Moropsyche suteminn är en nattsländeart som beskrevs av Malicky och Chantaramongkol 1991. Moropsyche suteminn ingår i släktet Moropsyche och familjen Apataniidae. Inga underarter finns listade i Catalogue of Life.